# Puxico, Missouri
Puxico, Missouri (енгл. Puxico) град је у америчкој савезној држави Мисури.

## Демографија
По попису из 2010. године број становника је 881, што је 264 (-23,1%) становника мање него 2000. године.
| Група             | 2000.         | 2010.       |
| Белци             | 1.079 (94,2%) | 842 (95,6%) |
| Афроамериканци    | 48 (4,2%)     | 1 (0,1%)    |
| Азијати           | 0 (0,0%)      | 1 (0,1%)    |
| Хиспаноамериканци | 9 (0,8%)      | 13 (1,5%)   |
| Укупно            | 1.145         | 881         |